# Lutheran Churches of the Reformation
Lutheran Churches of the Reformation (LCR) är ett evangeliskt lutherskt samfund i USA, som bildades 1964 av grupper med rötter i Missourisynoden.
LCR företräder en starkt konservativ, gammalluthersk kristendom med stark betoning på lokalförsamlingens självständighet. Man använder enbart King James bibelöversättning. 1979 bröt en grupp med LCR och bildade Fellowship of Lutheran Congregation, som sedermera kom att ingå kyrkogemenskap med Concordia Lutheran Conference. Till skillnad från detta senare samfund accepterar LCR att präster har ett sekulärt arbete vid sidan om prästtjänsten.
Under våren 2006 ägde en schism rum inom LCR. Några församlingar lämnade samfundet, efter en strid som bland annat berört frågor om prästämbetet, och bildade Orthodox Lutheran Confessional Conference (OLCC).